# Peyrusse-Grande
Peyrusse-Grande é uma comuna francesa na região administrativa de Occitânia, no departamento de Gers. Estende-se por uma área de 25,5 km². Em 2010 a comuna tinha 162 habitantes (densidade: 6,4 hab./km²).